# Fred Goodwins
Pour les articles homonymes, voir Goodwins.
Fred Goodwins est un acteur anglais du cinéma américain, né le 26 février 1891 à Londres et décédé en avril 1923 à Londres.

## Filmographie partielle
- 1915 : Charlot fait la noce (A Night Out) de Charles Chaplin
- 1915 : Charlot garçon de banque (The Bank) de Charles Chaplin
- 1915 : Charlot marin (Shanghaied) de Charles Chaplin
- 1915 : Charlot au music-hall (A Night in the Show) de Charles Chaplin
- 1916 : Charlot cambrioleur (Police) de Charles Chaplin